# Teocles de Lacedemònia
Teocles (en llatí Theocles, en grec antic Θεοκλῆς) va ser un escultor grec, fill d'Hègil, nadiu de Lacedemònia, un dels deixebles de Dipè i Escil·lis. Va florir a l'entorn de la meitat del segle vi aC i va treballar la fusta, el vori i l'or.
Pausànias menciona dues obres seves, però probablement són parts separades d'un mateix grup que representava Hèracles preparant-se per apoderar-se de les pomes d'or de les Hespèrides. El grup mostrava un hemisferi celeste aguantat per Atles, amb Hèracles i l'arbre de les pomes daurades de les Hespèrides, amb el drac al tronc de l'arbre, tot tallat en fusta de cedre. Una inscripció diu que era obra de Teocles i el seu fill, i es trobava a Olímpia en les ofrenes dels epidamnis, però més tard va ser portada a Èlida i col·locada al temple d'Hera. Pausànias diu que les estàtues, cinc en total, eren recobertes d'or i d'ivori, que possiblement van ser afegits quan es van traslladar al temple d'Hera.